# Theater Ser'i Noka
Theater Ser'i Noka of Ser'i Noka is een openluchttheater in Santa Cruz in Aruba.

## Geschiedenis
De sleutelfiguren achter de start van het openluchttheater waren Piet Eelvelt, Sticusa-regisseur en Domi Tromp, voorzitter van de stichting Teatro Arubano. Nadat zij de locatie hadden uitgezocht werd er beginjaren zestig aangevangen met de aanleg. Op 8 december 1963 werd het theater geopend met de première van het toneelstuk van Mascaruba, Maria di Ser'i Noka, een Arubaanse bewerking van de vertaling door Raul Römer in het Papiaments van Mariken van Nieumeghen. Dit toneelstuk maakte tevens deel uit van de feestelijkheden ter gelegenheid van het eeuwfeest van de parochie Santa Cruz.
Theater Ser'i Noka ligt op een terrein van 14.750 vierkante meter aan de voet van de heuvel Ser'i Noka, nabij de parochiekerk van Santa Cruz. Het bouwsel heeft de vorm van een amfitheater met aan de voorkant een muur van natuursteen.  De stenen tribune heeft 500 zitplaatsen en als podium fungeert een verhoging achter een keermuur. Op een rots in de achtergrond staat een kruis van steen met inleg van Arubaanse kwartssoorten. Om het theater heen is er een natuurpark aangelegd als recreatiegebied.  
In de beginjaren richt het theater zich op een breed scala aan culturele voorstellingen: toneelstukken, concerten, en zang-, muziek- en dansshows van lokale en buitenlandse artiesten. Ook fungeert het als decor voor kerst- en passiespelen, religieuze feesten en diensten en als startpunt voor processies. Vanaf eindjaren negentig loopt de belangstelling echter terug en wordt het theater door zijn vervallen staat nog maar incidenteel gebruikt.